# Chloe Mitchell
Chloe Mitchell (née Kate Tina Valentine) (anciennement Ashby, Abbott et Fisher) est un personnage de fiction du feuilleton télévisé Les Feux de l'amour. Elle est interprétée de février 2008 au 27 mai 2014 aux États-Unis et exceptionnellement le 14 octobre 2014, mais aussi du 12 au 28 octobre 2015. Elle est revenue en rôle de contrat du 14 juillet 2016 au mois d'août 2017. Elle revient en juin 2019 toujours interprété par Elizabeth Hendrickson.

## Interprètes
Elle a été interprétée par :
- Sandra Greer (de 1990 à 1991) bébé
- Danielle Ryah (de 1994 à 1994) enfant

Kate réapparaît adulte en février 2008 sous le nom de Chloe Mitchell (fin juillet 2011 en France sur TF1), elle est interprétée par :
- Elizabeth Hendrickson (depuis 2008)

## Histoire

### Enfance de Kate
- En 1990, Esther Valentine rencontre dans un bar Tiny un plombier, ils font l'amour mais elle n'aura plus de nouvelles de lui. Quelque temps plus tard, elle découvre qu'elle est enceinte. Après la naissance de Kate, Katherine Chancellor, la patronne d'Esther et marraine de l'enfant s'en occupe ; plus tard, elle l'enverra à ses frais dans un pensionnat privé. Kate reviendra en 1994 pour le mariage de sa mère avec Norman Peterson. On ne la verra plus sous ce personnage d'enfant.

### Le retour à Genoa
- Kate décide de changer officiellement de nom pour devenir Chloe Mitchell sans en parler à Katherine.
- Chloe arrive à Genoa City sous son nom d'emprunt, et est engagée chez Jabot Cosmetiques en 2008 comme consultante de mode pour la ligne Visage Frais. Elle croise par hasard la route du mannequin Lily Winters et de son copain Cane Ashby. Après avoir gagné un concours, Chloe commence à travailler avec Lily et la pousse jusqu'au meilleur de ses capacités, commençant à avoir une relation antagoniste avec Lily. Jusqu'au jour où Lily décide d'arrêter ce métier, mais Chloe la convainc de ne pas abandonner. Lily invite Chloe à venir vivre chez elle et Devon quand elle n'a plus d'endroit où aller.
- Quand Chloe découvre qu'elle est enceinte, elle élabore un stratagème pour faire croire que Cane est le père du bébé ; à l'Indigo, elle profite d'une soirée de beuverie entre Cane et un pote australien de passage, elle le ramène à sa voiture et le déshabille endormi afin de lui faire croire qu'ils ont couché ensemble ; ce qui annule les projets de mariage entre Lily et Cane. Lily dit à Cane d'épouser Chloe pour que le bébé ait un foyer stable. Après avoir créé des histoires à Lily, Chloe se fait virer par Jill Foster.

### Le carré amoureux: Lily, Chloe, Cane et William
- Chloe cherche un nouvel emploi et se fait embaucher comme éditrice de mode par Nicholas Newman et Phyllis. Elle fait la connaissance d'Ambre Moore avec qui elle devient copine. En août 2008, on apprend que Chloe est la fille d'Esther Valentine, et qu'elle a eu une aventure avec le demi-frère de Cane, William. Chloe et William prétendent ne pas se connaître. Il commence à demander à Chloe s'il y a une chance pour qu'il soit le père du bébé. Ses suspicions sont confirmées quand il trouve la date de naissance du bébé à venir.
- Chloe redevient jalouse quand elle voit Lily passer de Cane à William. Elle est mécontente de ses fiançailles avec Cane et désire vraiment passer sa vie avec William.
- Quand elle apprend que celui-ci va passer la Saint-Valentin avec Lily dans la cabane des Abbott, elle décide de dire à William qu'il est le père du bébé. Chloe accouche dans la cabane des Abbott avec l'aide de Lily et William. Cane appelle le bébé Cordelia Katherine Valentine Ashby, surnommée Delia. Quand Chloe lui dit qui est le vrai père, Cane se remet avec Lily et décide de demander la garde de Cordelia, pensant que ce serait la meilleure solution. William et Chloé décident de se marier pour prouver au juge qu'ils sont de bons parents. Juste après la cérémonie, le vrai grand amour de la vie de William, Mackenzie Browning, revient de La Nouvelle-Orléans. Katherine et Jill apprennent qu'elles ne sont pas mère et fille, ce qui fait que William et Mackenzie ne sont pas cousins (ils s'étaient séparés pensant l'être). Grâce à Lily, Cane retire sa demande de garde exclusive de Delia.
- William essaie de se remettre avec Mackenzie, mais celle-ci le rejette toujours. Chloé essaie de changer les sentiments de William et espère qu'ils pourront fonder une vraie famille, mais elle découvre finalement qu'il a eu des relations sexuelles avec Sharon. Elle décide de déménager et ils se séparent. William poursuit sa relation avec Mackenzie. Chloé et William sont tous les deux surpris d'apprendre que le véritable fils de Jill n'est pas Cane, mais Phillip Chancellor III, que Katherine a enlevé. Il a été déclaré mort après un accident de voiture, mais il est toujours vivant et de retour à Genoa.

### L'histoire avec Chance
- William continue sa relation avec Mackenzie. Son neveu, Phillip Chancellor IV ressort de nulle part et revient à Genoa grandi ; c'est un jeune vétéran de la guerre en Irak.
- Chance est gêné devant Chloe : il rougit quand elle est là et admet qu'il est toujours puceau et a peu d'expérience avec les femmes. Ils échangent un baiser pendant un moment d'excitation. Chloe, encore amoureuse de William, réalise à quel point le couple Chance/Mackenzie serait beau ; mais Chance dit à Mackenzie qu'il a déjà quelqu'un dans sa vie. Chance prend (comme Chloe) le parti de Jill quand William s'en prend à elle. Il voit plus tard comment celui-ci traite Chloe et Cordelia et qu'il brise le cœur de la jeune maman. Chance et Chloe s'embrassent à nouveau et il lui dit qu'il se battra pour qu'elle soit heureuse. Chez Katherine, Jill réalise que la pensée de son petit-fils est préoccupée par quelqu'un ou quelque chose.
- Mackenzie avoue finalement à Chloe qu'elle et William sont ensemble. Cela blesse Chloe, mais la conforte dans l'idée d'être avec Chance. William et Chloe décident de divorcer et se mettent d'accord pour la garde de Delia. Chance donne rendez-vous à Chloe. Après l'avoir embrassée, Chance dit qu'il ne se passera rien d'autre tant qu'elle aura une « connexion avec William. » Celui-ci prend du temps pour réfléchir avant de signer les papiers du divorce et Chloe pense qu'il y a une chance pour qu'ils se remettent ensemble, décidant de se servir de Chance pour rendre William jaloux.
- En octobre 2009, William rachète Restless Style, devenant ainsi le patron de Chloe. Le 2 novembre, il va au Domaine Chancellor, c'est Chloe qui ouvre, ils s'embrassent au moment où Chance rentre. Sans faire de bruit, déçu, il monte dans sa chambre. Chance n'a pas entendu Chloe dire à William qu'ils ne peuvent être qu'amis. Chloe se rendra compte qu'elle est amoureuse de Chance, mais quand elle ira lui avouer ses sentiments, il aura du mal à la croire.
- Le 6 novembre 2009, William et Chloe divorcent. Une fois les papiers signés, Chloe se dépêche d'appeler Chance pour lui annoncer la nouvelle, mais tombe sur Jill qui lui annonce qu'il est à l'hôpital, très mal en point.
- Chance organise une surprise pour Chloé et l'emmène à New-York. Cependant, ils restent bloqués dans un taxi à cause des embouteillages. Là, il la demande en mariage, s'attendait à ce qu'elle lui dise oui et finir la soirée au lit, mais elle refuse car elle n'est pas prête. Le soir du bal de la police, Chloé et Chance y vont, mais s'éclipsent avant l'explosion au manoir Chancellor et couchent ensemble pour la première fois. Le lendemain, Nina, inquiète pour son fils, les surprend en sortant de la douche ensemble.
- Cependant, son ami Kevin lui fait réaliser que c'est le moment de se lancer très sérieusement avec Chance quand il lui parle de ses problèmes avec Jana, qu'il ne reconnaît plus. Alors, sur la terrasse du Néon Ecarlate, Chloé demande Chance en mariage, qui avant d'accepter reçoit un coup de fil d'Heather, bloquée dans sa voiture dans laquelle quelqu'un a mis une bombe. Chance réussit à la sauver et accepte la demande en mariage de Chloé.
- Heather devient un danger pour leur couple, car Chloé la soupçonne d'avoir des vues sur Chance, ce qui s'avérera vrai. Le procureur Pomerantz décide de nommer Chance garde du corps d'Heather après ce qu'il s'est passé.
- Le 23 juillet 2010 (épisode diffusé en France le 21 février 2014, sur TF1), elle quitte Chance après qu'il lui a avoué qu'il l'avait trompé avec Heather. Elle va même jusqu'à gifler Heather mais Ronan Malloy, le nouvel équipier de Chance et garde du corps d'Heather, les sépare.

### Ronan et Chance, frères ennemis
- Pour se venger, elle invite Chance et Ronan au Jimmy's Bar le jour de son anniversaire et décide de rendre Chance jaloux en embrassant Ronan à pleine bouche devant lui. Chance est blessé, surtout qu'il lui avait apporté un bouquet de fleurs et les deux se rendent compte qu'ils ne retourneront plus ensemble.
- Malgré sa rupture avec Chance, elle continue à le soutenir, notamment quand il est une nouvelle fois arrêté pour possession de drogue et qu'il fait semblant d'être coupable pour s'infiltrer en prison et découvrir qui sont les policiers corrompus.
- Le 12 aout 2010, Chloé rencontre Ronan par hasard au Jimmy's Bar. Alors qu'ils se saoulent, Chloé constate, sur son permis de conduire, que c'est son anniversaire aujourd'hui. Cependant, elle se souvient que c'est aussi l'anniversaire de l'autre fils de Nina, enlevé et vendu à la naissance par Rose DeVille. Elle décide alors de faire des recherches sur Ronan sans en parler à personne et découvre que son nom est un faux. Plus tard, elle le confronte et le menace d'exposer tout ce qu'elle sait sur lui s'il ne lui dit pas la vérité. Ronan est alors contraint de lui avouer qu'il est bien le fils aîné de Nina et, par conséquent, le demi-frère de Chance.
- Au fil des jours, Chloé commence à avoir des sentiments pour Ronan. Elle pense qu'ils sont réciproques, bien que Ronan soit un grand solitaire. Ils finissent par coucher ensemble mais juste après, Ronan lui dit que ça n'aurait pas dû se produire et que ça ne se reproduira plus jamais. Elle se sent alors manipulée une deuxième fois, mais Kevin la soutient. Plus tard, Chance lui rend visite et Chloé lui avoue que Ronan est son frère.

### De la mort de Chance à sa romance avec Kevin
- Le 9 septembre 2010 (épisode diffusé en France le 25 mars 2014 sur TF1), Chance avoue à Chloé qu'il doit aller au rendez-vous où il pourra enfin arrêter les policiers mêlés au trafic de drogue. Chloé le supplie de ne pas y aller parce qu'elle trouve ça trop dangereux mais Chance fait comprendre clairement qu'il ne changera pas d'avis. Plus tard au Manoir Chancellor, Heather annonce à son père et à Nina que Chance compte se rendre seul à ce fameux rendez-vous. Chloé finit par leur annoncer à tous que Ronan est le fils de Nina enlevé à la naissance. Paul localise Chance grâce à son téléphone portable mais lorsqu'il arrive sur le lieu de rendez-vous avec Nina, Ronan tire sur Chance en même temps. Les urgentistes qui arrivent juste après leur annoncent que Chance est mort.
- Au fil des semaines, elle réussit à surmonter la mort de Chance mais prend toujours Ronan comme responsable de sa disparition. Kevin et elle deviennent des amis inséparables : ils font même la couverture de Restless Style ensemble. Elle continue à vivre chez lui bien que son histoire avec Chance soit terminée.
- En octobre 2010, elle trouve le comportement de Kevin changé. Elle décide le suivre un jour et le voit très proche avec un autre homme. Elle pense qu'il est gay. Elle finit par lui dire ce qu'elle pense mais Kevin, contraint, lui explique que ce n'est pas du tout ça : la vérité est que Jeffrey blanchit de l'argent du Gloworn, sur le dos de Gloria et que Kevin joue le rôle de coursier, il doit livrer des sacs Fenmore's remplis d'argent et d'enveloppes avec des paris truqués. Seulement, une fois, Gloria trouve un de ses sacs et utilise l'argent qui est à l'intérieur pour s'acheter une robe, des talons et une montre pour Jeffrey. La personne à qui Kevin doit remettre les sacs, Hogan, le menace explicitement. Jeffrey réussit à passer un autre sac à Kevin, qui décide d'aller le remettre immédiatement à Hogan. Chloé l'accompagne mais malheureusement, ils se font arrêter quand des policiers s'aperçoivent du sac rempli d'argent et renversé sur la banquette arrière de la voiture de Kevin. Finalement, ils ne passent qu'une nuit en prison car la police n'a pas de preuve contre eux.
- Avec tous les moments qu'ils partagent, Kevin finit par tomber amoureux de Chloé. En décembre 2010, il lui avoue ses sentiments, mais Chloé lui dit qu'elle le considère comme un ami seulement. Sous le coup de la colère, Kevin couche avec Jana, venue lui rendre visite, et Chloé les surprend. Elle décide de quitter son appartement.
- Elle ne le montre pas mais est très déçue d'avoir perdu l'amitié de Kevin. Leurs rapports deviennent plus froids. À la Saint-Sylvestre 2010, elle se rend compte qu'elle avait peur de se lancer dans quelque chose avec Kevin par rapport à son passé avec les hommes. Elle le retrouve devant le Jimmy's Bar, où on allait fêter la nouvelle année, lui déclare ses sentiments et ils s'embrassent. Cependant, Jana qui emmenait Daisy à l'hôpital au même moment les surprend. Jalouse, elle laisse Daisy s'échapper avec sa voiture et se frappe à la tête avec une pierre afin de monopoliser l'attention sur elle et séparer Kevin et Chloé. Elle réussit son coup puisque Kevin l'accompagne et reste avec elle à l'hôpital puis est contraint de vivre avec elle chez lui à sa sortie car son médecin constate cette blessure à la tête lui a fait perdre la mémoire : en effet, elle a oublié tous ce qu'il s'est passé depuis février 2010 et pense toujours être mariée à Kevin. En réalité, elle fait mine d'avoir oublié la mémoire pour garder Kevin mais personne ne le sait. Avec tout ça, de la distance se crée entre Chloé et Kevin car ils se voient de moins en moins.
- Mais en février 2011, Kevin finit par lui révéler toute la vérité. Bien sur, Jana fait semblant de ne pas y croire mais Kevin lui fait comprendre que maintenant, il a tiré un trait sur elle et qu'elle devrait en faire autant. Le 3 février, elle apprend la mort de Cane et le lendemain, Chloé découvre que Chance est toujours en vie. Il sort du programme de protection de témoins afin de donner une partie de son foie à Ronan, gravement malade. Ils ne parlent pas tout de suite de leur histoire mais lorsqu'une fois Chance lui dit qu'ils étaient heureux ensemble avant sa disparition, elle l'arrête tout de suite en lui disant qu'elle est désormais en couple avec Kevin. Le jour de la Saint-Valentin, Gloria organise une fête au Gloworn dont les bénéfices seront reversés à une association militant contre la maltraitance des animaux. Elle enferme Chloé et Kevin dans son bureau et ils finissent par faire l'amour. Jana trouve la clé près du bar et ouvre la porte du bureau intentionnellement pour les déranger. Mais Kevin la lui ferme au nez.

### L'obstacle à son couple: Jana
- Quelques jours plus tard, Kevin demande à Jana de partir de chez lui. Elle réagit très mal au début mais finit par accepter. Du moins, c'est ce qu'elle lui fait croire car elle répond tout de suite après à l'annonce de William qui cherche une nounou pour garder sa fille Lucy. De cette manière, elle s'occupe de Cordelia aussi et reste dans la vie de Kevin afin de l'éloigner de Chloé. Celle-ci est furieuse après William d'avoir engagé Jana.
- Plus tard, Hogan envoie l'un de ses hommes, Angelo Veneziano, récupérer l'argent que lui doit Jeffrey. Mais comme celui-ci ne paie pas, Angelo menace Kevin. Kevin n'entre pas dans son jeu alors Angelo décide de menacer tous ses proches et en particulier Chloé. Kevin, de plus en plus inquiet, presse Jeffrey afin qu'il paie. Parallèlement, il préfère mettre fin à sa relation avec Chloé afin de la protéger mais Chloé refuse : elle lui propose de se voir en secret. Il accepte mais reste très prudent quand il est avec Chloé en public. Au bout d'un moment, Chloé en a marre de cette situation. Elle décide alors d'aller voir Angelo pour discuter, sans le dire à Kevin. C'est alors qu'Angelo lui avoue qu'il ne compte pas lui faire de mal et qu'il s'agit seulement d'une menace pour que Kevin paie à la place de Jeffrey. Elle le dit à Kevin, qui décide d'aller voir Angelo sans lui dire qu'il sait que Chloé lui a parlé. Il le menace en disant qu'il enverra toutes les preuves qu'il a collecté contre lui à son avocat s'il arrive quelque chose à Chloé. Mais en réalité, il bluffe. Puis Chloé croise Jana au Néon Ecarlate. Elle se lancent des pics comme d'habitude mais le sac de Jana tombe par terre et une échographie en sort. Chloé, stupéfaite lui demande ce qu'elle fait avec une échographie dans son sac. Jana lui répond qu'elle appartient à l'une des amies, avant de s'en aller. Naturellement, elle n'y croit pas une minute. D'une part, elle tente de la faire renvoyer de son poste de nounou auprès de Victoria et d'autre part, elle essaye de découvrir ce que cache Jana avec la complicité de Gloria. Pendant que Gloria retient Jana, Chloé entre chez elle par effraction et trouve un faux ventre dans l'un de ses placards. Pour elles, c'est sûr, Jana a voulu faire croire à Kevin qu'elle était enceinte de lui. Elles confrontent Jana et lui expose leur théorie. Jana n'en revient pas que Chloé soit entrée chez elle comme ça et qu'elles pensent qu'elle voulait simuler une grossesse pour reconquérir Kevin. Elle appelle la police et Chloé et Gloria se font arrêter. De plus, elle porte plainte mais elle apprend que seul le propriétaire de la maison peut le faire. William, qui a été prévenu de l'arrestation de Chloé décide de porter plainte pour la punir. Mais le fait que Chloé et Gloria lui aient dit que Jana avait un faux ventre chez elle et une échographie dans son sac laisse planer un doute dans son esprit. Ils décident alors de fouiller dans l'appartement de Jana ensemble mais eux aussi se font surprendre par Jana. Elle finit par leur dire la vérité : elle est à la recherche de la fille de Daisy qui est bien à Genoa malgré la photo de Daisy qui la montre enceinte mais qu'elle est tombée dans un réseau de trafiquants d'enfants. Elle leur dit aussi avoir rencontré l'une de ses trafiquantes, Primrose. William pâlit soudainement et trouve une excuse pour s'en aller. Il craint que sa fille Lucy, qu'il a acheté à Primrose, soit en fait la fille de Daisy et de Danny.

### La mort de Jana
- Le lendemain matin, le 26 avril, Victoria et William se réveillent et découvrent que Lucy et Cordelia ont disparu. Rapidement, ils découvrent que Jana n'est pas là, ses affaires aussi et les affaires de Lucy. Ils prennent conscience que Jana les a enlevé. En effet, la veille au soir pendant que tout le monde dormait, Jana a kidnappé Lucy. Mais comme Cordelia s'est réveillée et l'a vu dans la chambre de Lucy, elle a décidé de l'emmener aussi. Victoria appelle la police. Très vite sont lancés une alerte enlèvement pour les filles et un avis de recherche contre Jana. Quand William appelle Chloé pour la prévenir, celle-ci est furieuse contre lui. Elle l'avait prévenu et il ne l'a pas écouté. Les Chancellor, les Newman ainsi que les Abbott décident d'apporter leur aide à la police. Pendant ce temps, Jana appelle Kevin et lui demande de venir la rejoindre dans une garderie abandonnée. Il s'en va la rejoindre, ne sachant pas ce qu'elle a fait et sans que personne l'ait vu partir. Quand il arrive, il est étonné de voir Lucy et Cordelia en pyjama. Jana ne prend même pas la peine de l'écouter et lui annonce qu'elle a retrouvé sa nièce qui n'est qu'autre que Lucy. Kevin comprend alors que c'est William qui l'acheté à Primrose. Mais très vite, il se demande ce que va devenir Lucy et Jana lui dit qu'ils l'élèveront ensemble et ainsi, ils deviendront une vraie famille. Mais soudain, son portable sonne. C'est Chloé qui essaie de l'appeler pour lui annoncer que Jana a enlevé les enfants mais Jana ne lui laisse pas le temps de décrocher et met son portable dans un verre d'eau pour que personne ne lui dise ce qu'elle a fait. Seulement, Kevin finit par s'en douter et entre dans son jeu afin de protéger les filles. Il lui dit qu'il l'aime aussi mais qu'il veut fonder sa propre famille avec elle et qu'il faut donc qu'elle rende les enfants à leurs parents. Jana est d'accord et décide d'abandonner les enfants à l'église Sainte-Marie. Kevin prévient discrètement William de l'endroit où ils seront par message. Arrivés à l'église, Jana veut immédiatement partir mais Kevin ne veut pas laisser les filles toutes seules et préfère rester avec elle le temps que leurs parents arrivent. Cependant, Jana n'est pas stupide et se rend compte que non seulement Kevin l'a piégé mais aussi qu'il ne l'aime pas. Alors, elle le menace avec une arme afin qu'il la suive. Heureusement, les filles ne restent pas seules longtemps parce que Katherine et Murphy, qui sont dans la crypte de l'église à ce moment-là en train de prier pour la sécurité des filles, entendent les pleurs de Lucy puis juste après, la police ainsi que Victoria, Chloé et William arrivent. C'est alors que Cordelia révèle à ses parents ainsi qu'à la police que Kevin est avec Jana, alors que tout le monde le cherche. William pense alors que Kevin est le complice de Jana mais Chloé refuse de le croire et est certaine qu'il est retenu par Jana contre son gré. De retour chez eux avec Lucy, William dit la vérité à Victoria sur Lucy. Un avis de recherche est lancé à l'encontre de Kevin parce que la police le considère comme le complice de Jana. Heather et Michael aident la police à retrouver Kevin, mais ne croient pas un instant Kevin coupable.
- Pendant ce temps, Kevin et Jana sont revenus à la garderie abandonnée. Mais pour éviter qu'il ne s'échappe, elle décide de l'enfermer dans un placard, convaincue qu'il finira par retomber amoureux d'elle. Mais au bout d'un moment, Jana prend conscience que la police les recherche activement. Elle décide alors de les amener sur une fausse piste en faisant acheter à Kevin, avec sa carte bancaire, deux billets de train pour la Floride. Mais avant de passer au guichet, Kevin fait passer un message à Chloé en jouant au chi-fou-mi dos à une caméra de surveillance pour lui faire comprendre que Jana le tient en otage. Paul, qui mène son enquête de son côté avec les Chancellor parvient à les localiser à la gare dès lors que Kevin utilise sa carte. Il se rend sur place avec Chance mais le guichetier leur dit que Kevin et Jana sont déjà partis. En réalité, ils n'ont pas pris de train et sont revenus à la garderie.
- Le lendemain, le 6 mai 2011 (épisode diffusé en France le 17 octobre 2014 sur TF1), Jana commence à ressentir de violents maux de tête à cause des trains qui passent près de la garderie. Elle devient encore plus irrationnel et pense qu'en portant de nouveau le style de vêtements et de maquillage qu'elle portait quand elle est arrivée à Genoa, Kevin recommencera à l'aimer. De plus, Kevin lance avec une balle, qu'il a trouvée dans le placard, contre la porte du placard pour éviter de penser qu'il est enfermé dans un placard, étant claustrophobe. Or, il fait du bruit donc Jana décide alors de le libérer. Mais elle voit très bien que Kevin n'est toujours pas amoureux d'elle. Alors elle décide de tuer celle qui pour elle a toutes les faveurs de Kevin : Chloé. Elle l'appelle et lui dit de venir les retrouver seule sinon elle tuera Kevin. Elle attache Kevin et le met face à la porte. Quand Chloé arrive, Kevin, est parvenu à desserrer ses liens, donne un coup de pied dans le pistolet que Jana braque sur lui. Jana et Chloé se ruent sur lui et finissent par se battre au sol. Jana hurle comme une folle, se raidit puis tombe raide morte. Kevin et Chloé sont apeurés. Ils appellent la police qui les suspecte immédiatement du meurtre de Jana. Kevin est arrêté pour le kidnapping de Lucy et Cordelia et Chloé est emmenée au poste car la police souhaite lui posé des questions. Finalement, l'autopsie du corps de Jana révèle qu'elle est morte d'un anévrisme, et donc innocente Chloé et Kevin. Quand Kevin appelle la morgue afin de récupérer le corps de Jana pour organiser des funérailles improvisés, il est surpris d'apprendre qu'un membre de sa famille l'a déjà pris car il sait qu'elle n'avait que ses parents et qu'ils sont déjà morts.

### La vérité sur Lucy et la bataille entre Chloé et William pour la garde de Delia
- Phyllis découvre que Lucy est sa petite-fille. Danny demande à sa mère de ne pas chambouler les vies de Lucy, William et Victoria en leur retirant Lucy. Cependant elle refuse. Elle veut que Lucy soit avec sa famille biologique et comme Danny ne veut pas l'élever, elle veut le faire à sa place. Elle rend visite à William et Victoria. En voyant le regard de Phyllis, Victoria comprend immédiatement que Phyllis sait que Lucy est la fille de Danny. Elle souhaite voir Lucy. Victoria l'autorise à la porter. Les trois amis commencent à discuter mais très vite, la discussion vire à la dispute. À ce moment-là, Danny arrive et les informe qu'il a renoncé à ses droits parentaux. Phyllis est choquée.
- Le lendemain, s'organise une confrontation entre Phyllis, Danny, William et Victoria et leurs avocats pour trouver un arrangement par rapport à Lucy car aucun ne veut aller jusqu'au procès. Phyllis accepte finalement de renoncer à Lucy. Mais après que Chloé ait récupéré Cordelia, que Jana avait abandonnée dans une église avec Lucy, elle a demandé la garde exclusive de sa fille parce qu'elle tenait William pour responsable de l'enlèvement de leur fille et dans les raisons qu'ils l'ont poussé à le faire, elle a mentionné le fait que William a acheté Lucy auprès d'une trafiquante d'enfants. Malheureusement, William n'a pas été mis au courant de la demande de Chloé. Alors après avoir trouvé une solution pour Lucy, le service de protection à l'enfance arrive chez William et Victoria et les informe qu'ils viennent leur retirer Lucy à cause de son adoption illégale décrite par Chloé dans les raisons qui la poussent à demander la garde exclusive de Cordelia. Victoria est effondrée et William est doublement furieux. Par contre, Phyllis voit en cette situation une chance de récupérer Lucy. Cependant, Leslie Michaelson, la nouvelle avocate de Phyllis, l'informe qu'elle ne pourra pas récupérer Lucy, ni William et Victoria d'ailleurs, tant que Daisy n'aura pas renoncé à ses droits parentaux. C'est pourquoi elle écrit un article sur Lucy dans Style & Effervescence pour attirer Daisy à Genoa. Sa tactique marche car seulement quelques jours après, Daisy revient. Le 17 juin 2011 (épisode diffusé en France le 21 novembre 2014 sur TF1), une dernière audience a lieu quant au devenir de Lucy. Leslie déstabilise William, Victoria et Danny en parlant de leur passé, ce qui permet à Daisy d'avoir la garde de Lucy. Mais étant donné qu'elle est en prison, Phyllis obtient la garde temporaire. Victoria est effondrée, William aussi mais ne le montre pas. Après avoir perdu Lucy, Victoria et William s'éloignent. William fait ses valises et quitte la maison. Il se rend au Jimmy's où il se saoule afin de tout oublier.
- Quelque temps plus tard, Kevin réussit à convaincre Chloé de retirer sa demande de garde exclusive. Alors qu'elle en informe William, celui-ci commence à lui faire des reproches notamment sur sa relation avec Kevin. Pour Chloé, sa réaction est très mal venue, surtout de sa part, alors que lui s'est marié ivre avec Victoria en Jamaïque.. Elle change d'avis et préfère continuer sa demande. Le 12 juillet 2011 a lieu l'audience pour la garde de Cordelia. Chloé fait passer William pour un père inconscient mais étonnement, Victoria arrive au procès et défend William. Son témoignage permet à William de ne pas perdre la garde de sa fille car la juge décide de donner sa décision le lendemain. Cependant, elle lui annonce qu'ils se sont pas de nouveau ensemble pour autant. William est donc déçu alors il décide d'aller se saouler au Gloworn. Là, une jeune femme le drague. Il lui fait comprendre qu'il n'est pas intéressé mais lorsqu'il s'en va, elle le suit et le drague de nouveau. Il accepte de payer le taxi pour elle sauf que des policiers arrivent au même moment et en pensant qu'il paie une prostituée, l'arrête pour sollicitation. Le lendemain, William ne se présente pas à l'heure pour l'audience. Chloé et Jill pensent qu'il s'est fourré dans un bar ou qu'il est complètement assommé par l'alcool chez lui. or, il est en prison. Rafe réussit tout de même à le faire sortir de prison à temps pour assister à l'audience. Arrivé au tribunal, la juge lui demande s'il est vrai qu'il s'est fait arrêter la veille en compagnie d'une prostituée. William est contraint de dire que c'est vrai mais il tente de lui expliquer ce qu'il s'est passé. Sauf que la juge n'en tient pas compte. Elle statue donc en faveur de Chloé : William perd la garde de Delia et n'obtient que des droits de visite surveillés. Il est anéanti.
- Le 2 août, il quitte Genoa pour une destination inconnue sans avertir personne. Alors que Victoria cherche, Hong Kong Airlines l'appelle pour lui dire que William a oublié son portable dans l'avion. Dévastée, elle comprend qu'il l'a quitté pour de bon. Elle annonce la nouvelle à sa famille mais aussi à Chloé, qui pète un plomb. Elle est furieuse qu'il soit parti sans avoir averti Cordelia et accuse Victoria d'être la cause de tous leurs problèmes. À l'inverse, Abby l'accuse d'avoir achevé William en lui retirant sa fille. Quelques jours plus tard, William envoie un message à tous ses proches, sauf Victoria pour leur dire qu'il va bien. Il envoie un magnifique bracelet à Cordelia. Chloé le prend tout de même mal car pour elle, il veut s'excuser d'être parti comme un voleur en envoyant des cadeaux à leur fille. Kevin en a alors marre qu'elle soit en boucle sur William et décide de rompre, ce qui l'affecte beaucoup car elle ne l'avait pas vu venir.

### La maladie de Cordelia
- Le soir du 1er août, Diane Jenkins est assassinée. Ronan est affectée à l'enquête et par conséquent, revient à Genoa. Il dit être revenu uniquement pour le travail et n'explique à personne, même pas à Nina, pourquoi il est parti après son opération, ce qui conforte les habitants de Genoa dans l'idée qu'il soit un arriviste. Chloé le rencontre deux fois au Néon Ecarlate et ne souhaite pas lui parler tant qu'il ne lui donnera pas d'explication. Alors quand elle se fait voler sa voiture pendant qu'elle est au Néon écarlate et qu'il lui propose de prendre sa plainte, elle refuse et lui demande de ne plus l'approcher. Un jour, elle lui demande même de quitter Genoa et ils finissent par se disputer. Ronan s'en va au beau milieu de leur conversation alors Chloé revient à la charge plus tard en le confrontant chez lui. Ils finissent par faire l'amour. Après, Ronan lui avoue que son départ est en lien avec le FBI mais pendant ce temps à la résidence Chancellor, Jill & Esther constatent que Delia a une forte fièvre et tentent de l'en informer mais elles n'arrivent pas à la joindre. Elles l'emmènent d'urgence à l'hôpital et Chloé s'y rend aussitôt après avoir appris la nouvelle. Très vite, les médecins lui annoncent que Delia a une leucémie et qu'elle a besoin d'une greffe de moelle osseuse. Elle est abattue. De nombreuses personnes passent le test mais personne n'est compatible. Entre-temps, Ronan vient à l'hôpital pour la soutenir mai elle lui demande de s'en aller se sentant coupable d'avoir couché avec lui pendant que sa fille souffrait. Les Abbott ainsi que Victoria et Jill se mettent à la recherche de William pour l'informer de l'état de santé de sa fille et pour qu'il puisse faire le test. Jack demande de l'aide à Victor pour le retrouver et c'est finalement lui qui, en secret, le retrouve emprisonné en Birmanie. Il lui propose un marché : il fait en sorte de le libérer à condition qu'il ne s'approche plus de Victoria. William lui dit d'aller au diable mais est contraint d'accepter le deal quand Victor lui apprend l'état de santé de Delia. Ils arrivent secrètement à Genoa, dans le mobil-home de William. Victor appelle Kevin, qui les rejoint. Il est étonné de voir William et s'apprête à appeler Chloé pour l'avertir mais Victor l'en empêche. Il lui dit que personne ne doit savoir que William est là parce qu'il a de gros problèmes mais comme il doit être testé pour possiblement sauver sa fille, il lui demande de faire croire à tous que l'échantillon de sang de William qu'il va lui donner est le sien. Pour la survie de Cordelia, Kevin accepte. Le soir même, William réussit à aller à l'hôpital incognito pour voir Delia, que Chloé a laissé seule un moment. Elle dort mais William reste avec elle et lui parle. Au retour de sa mère accompagné de Kevin, elle se réveille et leur dit qu'elle a rêvé que son père était venu la voir. Chloé la rassure mais voit tout de même qu'elle souffre de son absence. William s'avère être compatible avec Cordelia, Kevin fait alors croire à tout le monde que le premier test qu'il a fait n'était pas concluant et que selon le second, il est bien compatible avec Delia : elle est donc sauvée. Tout le monde est heureux, d'autant plus Chloé qui le héroïse. Cordelia le remercie et lui dit qu'elle l'aime. Kevin est embarrassé mais essaie de ne pas trop le montrer. À la mi-octobre, a lieu l'opération de Delia. Victor fait un généreux don à l'hôpital pour que les médecins transplantent la moelle osseuse de William à Cordelia sans que personne le sache. Après l'opération, Kevin couvre William pendant qu'il va voir sa fille. Quand il voit Chloe sur le point d'ouvrir la porte de la chambre de Delia, il l'attrape et l'embrasse fougueusement, en lui disant qu'il veut se remettre avec elle. Parallèlement, Victor s'arrange pour faire disparaître William de la vie de tous les gens de Genoa définitivement.

### De l'arrivée d'Angelina à son mariage raté avec Kevin
- Après le rétablissement de Delia, Chloé, plus que reconnaissante qu'il ait sauvé sa fille, demande Kevin en mariage et il accepte. Elle demande à Victoria d'être sa demoiselle d'honneur et celle-ci accepte. Ils planifient leur mariage pour la veille de Noel. Le soir d'Halloween, ils annoncent leurs fiançailles à Delia puis à tous les invités de la fête d'halloween organisée par Victoria. Cette fête marque aussi le retour d'Angelo, accompagné de sa fille pourrie-gâtée Angelina. Celle-ci, qui aspire à une carrière de chanteuse, veut participer à un concours de chanson qui a bientôt lieu mais chante très faux. Cependant, son père et elle sont convaincus qu'elle deviendra une grande chanteuse. C'est pourquoi Gloria demande à Devon d'être son manager. Pendant cette fête, Kevin est étonné de voir William, déguisé en père noël. À la fin de la fête, William suit Victoria et Nick, qui la raccompagne chez elle. Le lendemain, à l'hôpital, Victoria & Delia déclarent à Kevin & Chloé qu'ils ont eu la visite d'un père noël la veille. Kevin dit qu'il l'a vu aussi, pour atténuer tout soupçon.
- Après que les médecins aient annoncé à Chloé que Delia est en rémission, Kevin, rongé par la culpabilité, décide de lui dire la vérité. Chloé n'en revient pas et lui demande de s'en aller. Mais après que Katherine lui ait fait comprendre que Kevin a, certes, mal agi et mais toujours eu de bonnes intentions, elle le rejoint au Gloworn le lendemain et l'embrasse follement en lui disant qu'elle lui pardonne. Ils décident alors de se chercher une maison. Peu après, William revient en ville et s'excuse auprès de tous ses proches. Il finit par leur avouer ce qu'a fait Victor pour le tenir éloigné de Victoria.
- Très vite après son arrivée, Angelina se montre intéressée par Kevin et n'hésite pas à lui faire du rentre-dedans, même devant Chloé, ce qui a le don de l'agacer. Quand il la surprend à envoyer des messages à son ex, Carmine, Angelo demande à Kevin de la surveiller et de la protéger contre lui en échange de l'acte de propriété de la maison de leurs rêves avec Chloé. Kevin accepte mais demande plus tard à Angelo à ce qu'Angelina ne vienne pas à sa lune de miel. Celui-ci accepte mais en retour, insiste pour qu'elle puisse chanter à son mariage.
- Angelina chante toujours aussi faux mais un jour, alors qu'elle enregistre devant Danny, Chloé et Kevin, tout le monde constate, avec grand étonnement, qu'elle chante absolument bien quand elle voit Kevin. Après avoir entendu que le mariage avait lieu le lendemain, on la voit appeler discrètement Carmine en lui disant qu'elle a besoin de son aide. Le lendemain, le 23 décembre (épisode diffusé en France le 17 avril 2015 sur TF1), Kevin et Michael sont à l'église. Angelo arrive et demande à Kevin de le suivre au studio de Devon pour prendre une bonne prise avec Angelina. Kevin refuse étant donné qu'il se marie aujourd'hui. Mais Angelo l'y oblige. Après avoir enregistré cette nouvelle prise, Angelina fait mine d'avoir un malaise. Kevin l'accompagne à sa voiture et c'est là qu'elle lui annonce qu'elle est enceinte de Carmine et que celui-ci pense qu'il est le père biologique du bébé. Kevin n'en revient pas et craint d'avoir des problèmes avec Angelo. Mais, soudain une voiture passe à vive allure et leur tire dessus. Ils montent dans la voiture et s'enfuient. Kevin veut malgré tout se rendre à son mariage mais Angelina lui dit qu'il ne peut pas car Carmine va les suivre et pourrait mettre sa famille et Chloé en danger. Elle lui dit qu'il ne peut pas prévenir la police par rapport aux activités de son père donc le mieux est qu'ils quittent temporairement la ville. Kevin refuse mais quand il comprend qu'il n'y a aucune solution, il accepte de le faire pour protéger Chloé. À l'église, tout le monde attend Kevin. Chloé est arrivée depuis un moment et commence à s'inquiéter. Soudain, elle reçoit un appel de Kevin qui lui dit qu'il annule le mariage car il a besoin de temps pour réfléchir. Elle ne comprend pas puisque tout allait bien entre eux. Kevin lui dit qu'elle n'y est pour rien, qu'il lui faut juste du temps pour ne pas se tromper mais qu'il ne la quitte pas pour autant. Chloé, le cœur brisé, lui dit qu'elle comprend et qu'ils auront une discussion à son retour. Victoria annonce  la mauvaise nouvelle aux invités. Pendant ce temps, William demande à Chloé s'il peut épouser Victoria étant donné qu'il voulait la redemander en mariage. Chloé accepte et demande à Victoria d'accepter la demande de William en lui disant que ça lui ferait très plaisir. Alors, William et Victoria se remarient avec Chloé comme demoiselle d'honneur. Elle leur fait aussi cadeau de sa lune de miel, qui a lieu en Jamaïque ironiquement, là où William et Victoria se sont mariés la première fois.

### Un nouvel obstacle à sa relation avec Kevin: Angelina
- Delia se montre très triste que sa mère & Kevin ne se marient plus. Chloé la rassure en lui disant que ce n'est que temporaire. Mais intérieurement, elle est vraiment abattue qu'il l'ait abandonné devant l'autel. Danny commence alors à la soutenir et passe beaucoup de temps avec elle, ce qui agace Eden qui éprouve des sentiments pour lui depuis qu'ils ont couché ensemble. Grâce à une photo que poste Angelina, Angelo apprend par son homme de main Dino qu'elle est près des chutes du Niagara avec Kevin. Cette nouvelle abat encore plus Chloé. Danny l'emmène lui changer les idées au Jimmy's. Ils boivent beaucoup et en sortant du bar, ils s'embrassent. Eden les voit, les prend en photo et l'envoie à Kevin. Il n'en revient pas et se sent trahi. En voyant la peine que ressent Kevin, Angie décide de lui dire la vérité et ajoute qu'elle a fait ça parce qu'elle l'aime et pensait qu'avec le temps, il finirait par l'aimer aussi. Quelques semaines plus tard, Dino les retrouve. Il appelle Angelo qui lui dit de tuer Kevin mais Angelina s'y oppose en disant qu'ils vont se marier le jour-même, à savoir le 10 février. Dino les emmène donc en ville où un juge de paix les marie avant de les ramener à Genoa. Sur le chemin du retour, Angelina poste un message dans lequel elle dit que Kevin et elle sont mariés. Danny et Chloe le voient et tombent des nues. Ainsi, Angelo et la famille de Kevin organisent une réception en leur honneur au Gloworn pour les accueillir.
- Quand il entre au Gloworn, Kevin joue la comédie devant les invités mais le fait qu'il soit malheureux se lit sur son visage et sa famille le voit. Michael tente d'obtenir des réponses mais ils ne parviennent pas à discuter en privé. Quelques minutes plus tard, Chloé et Danny arrivent et folle de rage, elle gifle Kevin avant de repartir sans un mot. Le lendemain, Kevin se rend au manoir Chancellor pour tout lui expliquer. Mais pendant qu'ils discutent calmement, Angelo l'appelle et le menace de s'en prendre à Chloe s'il ne reste pas avec Angie. Alors il tourne court à la conversation et prétexte que c'est après avoir reçu la photo de son baiser avec Danny qu'il a commencé à éprouver des sentiments pour Angie et qu'il l'aime désormais. Le ton monte et il s'en va. Peu après, Angelo achète une maison, voisine à la sienne, aux jeunes mariés. Kevin se résigne à vivre cette vie qui ne lui plait pas et découvre une autre facette d'Angelina, beaucoup plus sensible et compréhensif. Alors lorsqu'un jour elle lui dit qu'elle aimerait vivre une belle histoire d'amour avec lui comme dans les livres romantiques, il lui fait comprendre qu'il ne partage pas les mêmes sentiments à son égard mais qu'il fera tout pour que leur mariage se passe bien.
- Les rapports entre Kevin, Chloé et Danny deviennent conflictuels. Chloé utilise Danny pour rendre Kevin jaloux et les deux hommes manquent de se battre. Mais voyant à quel point il est en fait malheureux sans Chloé, Angie décide de l'aider à mettre fin à leur mariage. Le 26 mars, elle finit par lui dire qu'elle a piégé Kevin et qu'il est temps qu'ils divorcent. Au même moment, Kevin raconte toute l'histoire à Michael et lui demande d'obtenir l'annulation de son mariage étant donné qu'il n'a jamais été consommé. Michael part à la recherche du juge de paix qui a officié leur mariage et la convainc de signer l'annulation, ce qui l'officialise. Le soir venu, Angie, avec la complicité de Danny, piège Kevin & Chloé afin qu'ils aient une discussion. Kevin lui dit qu'il a épousé Angelina uniquement pour la protéger et elle lui avoue qu'elle l'aime toujours. Soudain, Jeffrey interrompt le mariage de Gloria & Angelo en disant que c'est Angelo qui a vidé les comptes du Gloworn et qui l'a enlevé et envoyé sur une île perdue près de Long Island à Gloria. Angelina confirme ses dires. Alors, Gloria & Jeffrey se retrouvent et en même temps, Kevin et Jeffrey demandent leurs bien-aimées en mariage. Elles acceptent et Katherine officie cet impromptu double mariage le 27 mars devant Angelo et Angelina, le cœur brisé. Angelo cède officiellement et dans sa totalité le Gloworn à Gloria pour ne pas être poursuivi pour enlèvement et vol. Angelina leur fait écouter son nouveau single, Good Goodbye, qui reflète ses sentiments au moment où elle a dû se séparer de Kevin avant de s'en aller avec son père poursuivre sa carrière à Los Angeles. Avant de partir, Chloé lui dit qu'elle lui pardonne puisqu'elle aurait agi de la même façon il n'y a pas si longtemps.

### La vie maritale
- Peu après son départ, Carmine, son ex, se présente au Gloworn et annonce à Kevin qu'il va lui voler Chloé comme il lui a volé Angie. Kevin et Chloé partent en lune de miel à Reno, avec les paroles de Carmine à l'esprit. Ils rencontrent Gloria & Jeffrey à l'aéroport et découvrent qu'ils vont passés leur lune de miel au même endroit. Pendant ce temps à Genoa, Eden explique à Carmine que c'est Angelina qui a piégé Kevin pour qu'il se marie avec elle. Carmine décide malgré tout de rester à Genoa car il prend conscience qu'Angie ne veut plus de lui. Lorsque les 4 jeunes mariés reviennent de Reno, Kevin décide d'avoir une discussion franche avec Carmine et celui-ci, constatant qu'il n'a plus rien à faire ici, décide de s'en aller. Mais quelques heures plus tard, Chloé le confronte et lui dit ses quatre vérités. Alors, il change d'avis et décide de rester en ville juste parce qu'elle veut le voir partir.
- Peu après, Kevin propose à Chloé de vivre avec lui dans la maison qu'il a partagée avec Angelina. Elle refuse. Il lui réussit à la convaincre d'aller la voir seulement. Delia et elle ont un coup de cœur pour la maison et acceptent d'y vivre. Fin avril, Katherine est choisie afin d'organiser le gala de bienfaisance pour les arts et prend deux assistantes : Chloe et Abby. Rapidement, Chloe propose d'organiser un défilé le soir du gala. Abby accepte avec grand plaisir et voit en ce défilé une manière de promouvoir le retour de l'héritière mise à nu. Chloé refuse catégoriquement et elles se disputent. Abby propose alors d'organiser un concert. Chloe réalise alors que si Angie chante à ce concert, Carmine et elle se retrouveront et donc pourront repartir ensemble. Elle demande à Abby de prévenir Angie et espère qu'elle viendra. Quelques jours plus tard, William et Victoria organisent le baptême de leur fils Johnny et demande à Kevin et Chloé d'être ses parrain et marraine.

### La mort de Cordelia
Cordelia est victime d'un accident tragique le 10 octobre 2013 (en France le 29 juillet 2016 sur TF1). Elle meurt le 14 octobre 2013 (en France le 1er août 2016 sur TF1), renversée par la voiture d'Adam, alors qu'elle courait après son chien sur la route. Chloé et William font don des cornées de Cordelia à Connor qui risque de devenir aveugle sans cette transplantation.  

### Chloé kidnappe Connor
Après la mort de Cordelia, William amène Adam sur le lieu de l'accident. Au retour, ils ont un accident. Adam est présumé mort. Chelsea décide d'aller s'installer à Paris. Chloé n'est pas d'accord car elle considère Connor comme son fils. Elle décide de prendre le passeport à Connor et d'aller à Paris avec lui pendant que Chelsea est au gala. Victor et Chelsea la retrouveront à Paris.

### Son deuxième mariage avec Kevin Fisher
En mars 2014, Chloé est arrêtée pour le kidnapping de Connor. Kevin trouve une solution pour la faire sortir de là, se remarier !
Elle accepte, Lauren Fenmore Baldwin est le témoin de Chloé Fisher et Michael Baldwin le témoin de Kevin Fisher. Ils sont donc déclarés mari et femme !
En avril 2014, le jour du gala, Chloé et Chelsea Lawson se disputent, elles vont même jusqu'à se taper dessus. Kevin se pose alors des questions sur son couple et en parle à Chloé. Quelques jours plus tard, il vient en parler à Chelsea. Ils décident donc de se quitter mais restent mariés !

### Au revoir Chloé
Chelsea et Billy remarquent que Chloé n'a qu'une idée en tête : recréer sa fille Cordelia Abbott.
Fin mai 2014, elle vole le sperme de Billy Abbott au laboratoire. Chelsea fait une intervention chez elle et y invite Michael, Lauren, Esther, Kevin et Billy. Chelsea pense qu'elle devrait être internée à Fairview après hésitation Esther et Kevin acceptent (car Chelsea et Billy disent à Kevin que Chloé veut faire un bébé avec Billy). Mais Chloé qui est derrière la porte entend toute la conversation. Elle réalise qu'ils ont tous raison ! Elle se sent dévastée. Elle revient fin 2014, enceinte soit de William ou Kevin, puis en octobre 2015 pour l'anniversaire de la mort de sa fille Cordélia où elle confronte Adam. Par la suite, on apprend que l'enfant de Chloé, Bella, est de William.

### Le retour de Chloé (2015)
Chloé est de retour à Génoa City en octobre 2015, pour rendre hommage à sa fille Cordélia, mais celle-ci croisa tous ces proches y compris son pire ennemi Adam Newman où elle lui pointa son arme à feu. Bien que Chelsea se met devant Adam, Chloé baissa son arme dont Victor lui pris son arme et Chloé se réconforte auprès de Chelsea.